# Segunda División de Chile 1978
Segunda División de Chile 1978 var 1978 års säsong av den näst högsta nationella divisionen för fotboll i Chile, som vanns av Santiago Wanderers som således tillsammans med andraplacerade Naval gick upp i Primera División (den högsta divisionen), medan Deportes Ovalle och Magallanes gick till uppflyttningskval. Segunda División 1978 bestod av 19 lag där alla mötte varandra två gånger, vilket gav totalt 36 matcher per lag. Efter dessa 36 matcherna gick de två främsta lagen upp en division och lag 3 och 4 till uppflyttningskval. Likt förra säsongen flyttades inget lag ner denna säsong.

## Tabell
Lag 1–2: Uppflyttade till Primera División.
Lag 3–4: Till uppflyttningskval.
| Nr | Lag                  | S  | V  | O  | F  | GM | IM | MS  | P  |
| -- | -------------------- | -- | -- | -- | -- | -- | -- | --- | -- |
| 1  | Santiago Wanderers   | 36 | 17 | 15 | 4  | 48 | 27 | +21 | 49 |
| 2  | Naval                | 36 | 18 | 11 | 7  | 62 | 39 | +23 | 47 |
| 3  | Deportes Ovalle      | 36 | 18 | 10 | 8  | 65 | 38 | +27 | 46 |
| 4  | Magallanes           | 36 | 16 | 14 | 6  | 48 | 35 | +13 | 46 |
| 5  | Regional Antofagasta | 36 | 15 | 15 | 6  | 43 | 35 | +8  | 45 |
| 6  | Deportes La Serena   | 36 | 16 | 10 | 10 | 58 | 46 | +12 | 42 |
| 7  | Trasandino           | 36 | 15 | 11 | 10 | 51 | 41 | +10 | 41 |
| 8  | Ferroviarios         | 36 | 14 | 12 | 10 | 57 | 55 | +2  | 40 |
| 9  | San Antonio Unido    | 36 | 11 | 14 | 11 | 51 | 49 | +2  | 36 |
| 10 | Malleco Unido        | 36 | 13 | 9  | 14 | 46 | 43 | +3  | 35 |
| 11 | Deportes Arica       | 36 | 13 | 9  | 14 | 45 | 45 | 0   | 35 |
| 12 | San Luis de Quillota | 36 | 10 | 11 | 15 | 44 | 54 | −10 | 31 |
| 13 | Independiente        | 36 | 12 | 6  | 18 | 55 | 60 | −5  | 30 |
| 14 | Colchagua            | 36 | 10 | 10 | 16 | 40 | 53 | −13 | 30 |
| 15 | Deportes Linares     | 36 | 9  | 12 | 15 | 40 | 55 | −15 | 30 |
| 16 | Unión La Calera      | 36 | 9  | 11 | 16 | 50 | 61 | −11 | 29 |
| 17 | Unión San Felipe     | 36 | 7  | 15 | 14 | 49 | 65 | −16 | 29 |
| 18 | Curicó Unido         | 36 | 7  | 10 | 19 | 35 | 52 | −17 | 24 |
| 19 | Iberia               | 36 | 5  | 9  | 22 | 36 | 70 | −34 | 19 |

## Uppflyttningskval
Lag 1–2: Uppflyttade till Primera División.
| Nr | Lag             | S | V | O | F | GM | IM | MS | P |
| -- | --------------- | - | - | - | - | -- | -- | -- | - |
| 1  | Coquimbo Unido  | 3 | 2 | 1 | 0 | 9  | 6  | +3 | 5 |
| 2  | Ñublense        | 3 | 2 | 0 | 1 | 7  | 5  | +2 | 4 |
| 3  | Deportes Ovalle | 3 | 0 | 2 | 1 | 6  | 8  | −2 | 2 |
| 4  | Magallanes      | 3 | 0 | 1 | 2 | 5  | 8  | −3 | 1 |